# Old Red Sandstone

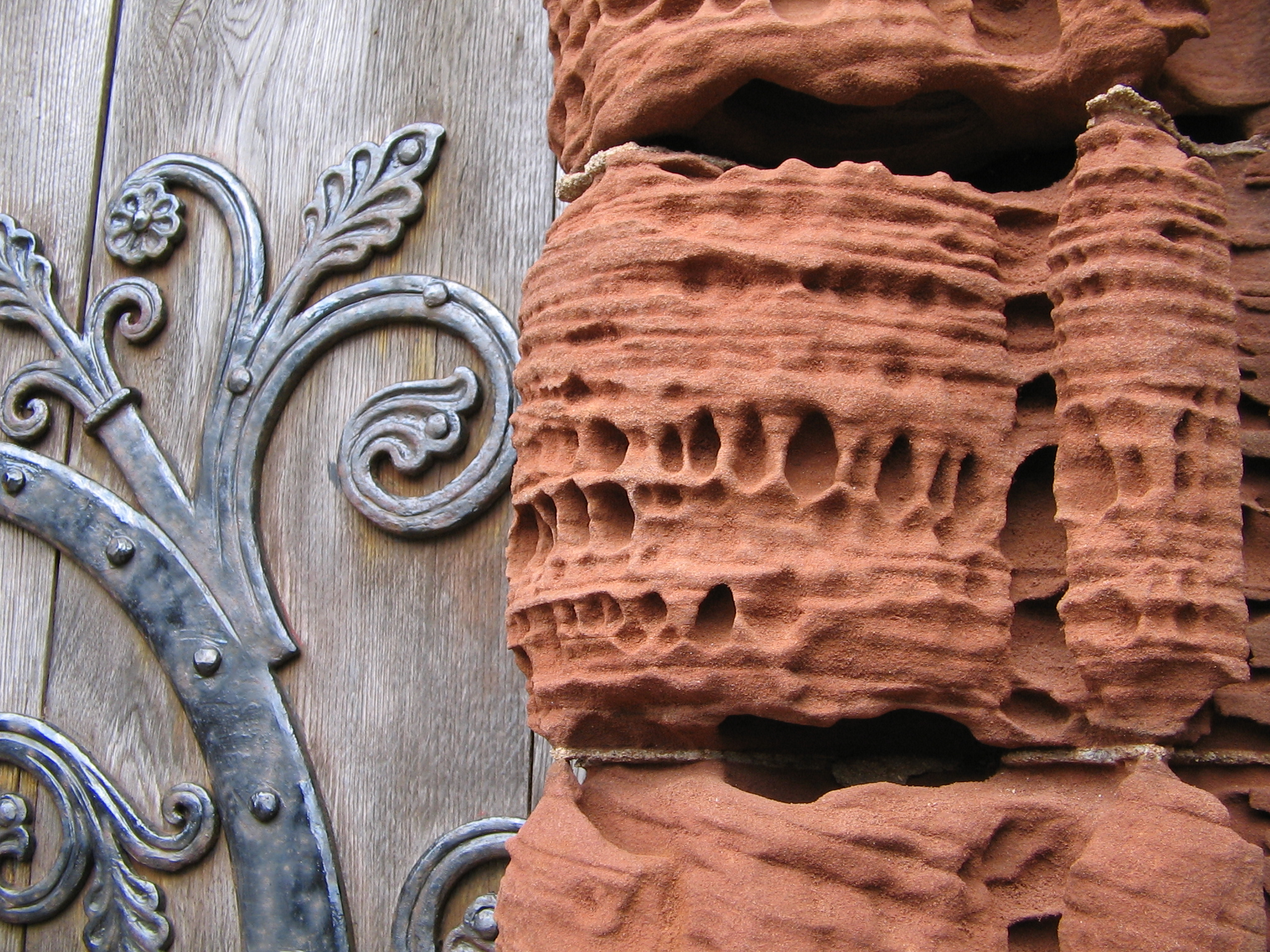
Detalle de piedra de la Old Red Sandstone del pórtico de la catedral de Kirkwall, en la Islas Orcadas, Escocia (Reino Unido). Se observa el desgaste por la acción de la erosión.

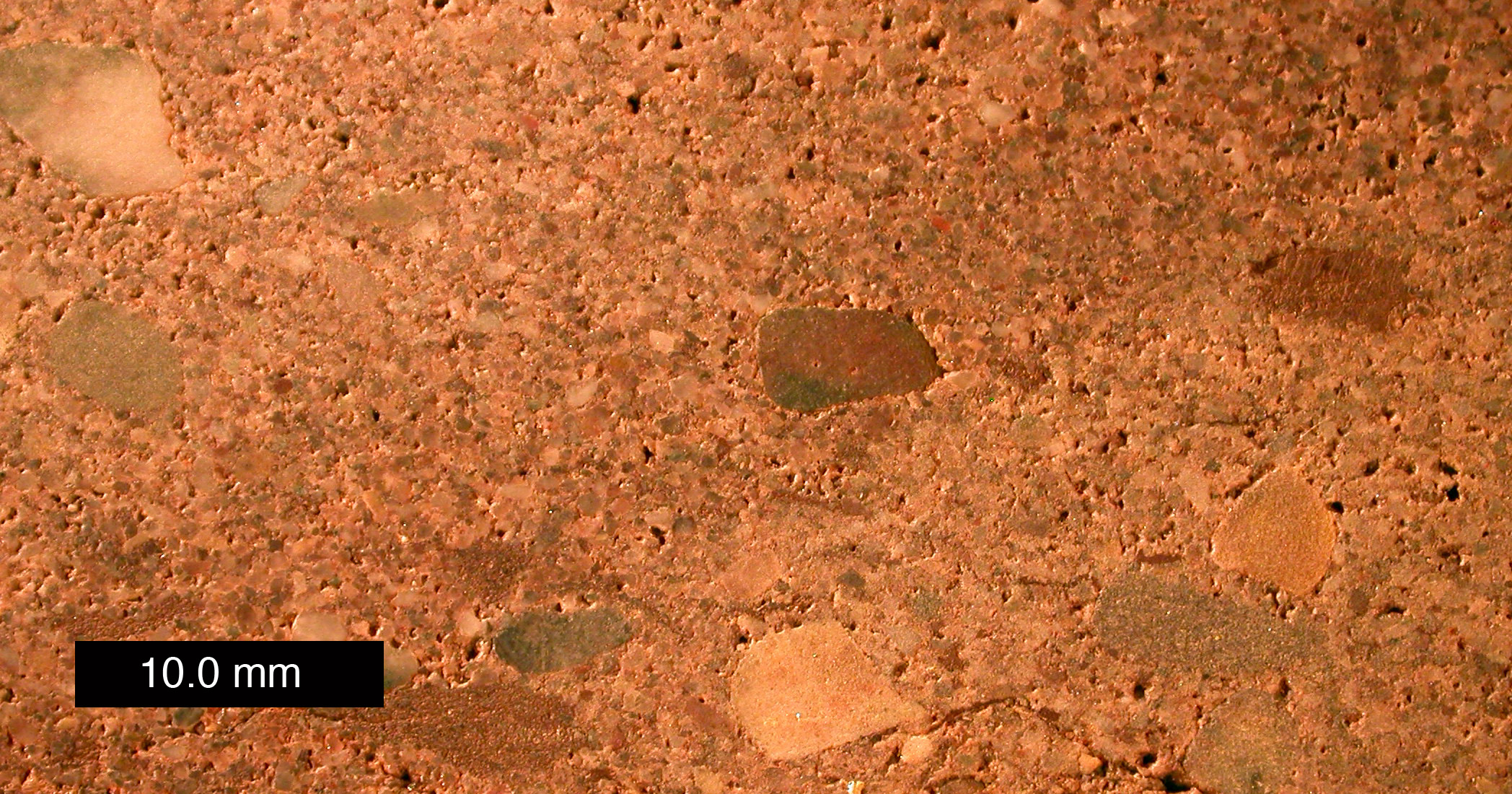
Sección transversal mostrando guijarros de cuarzo y chert (la escala es de 100 mm).

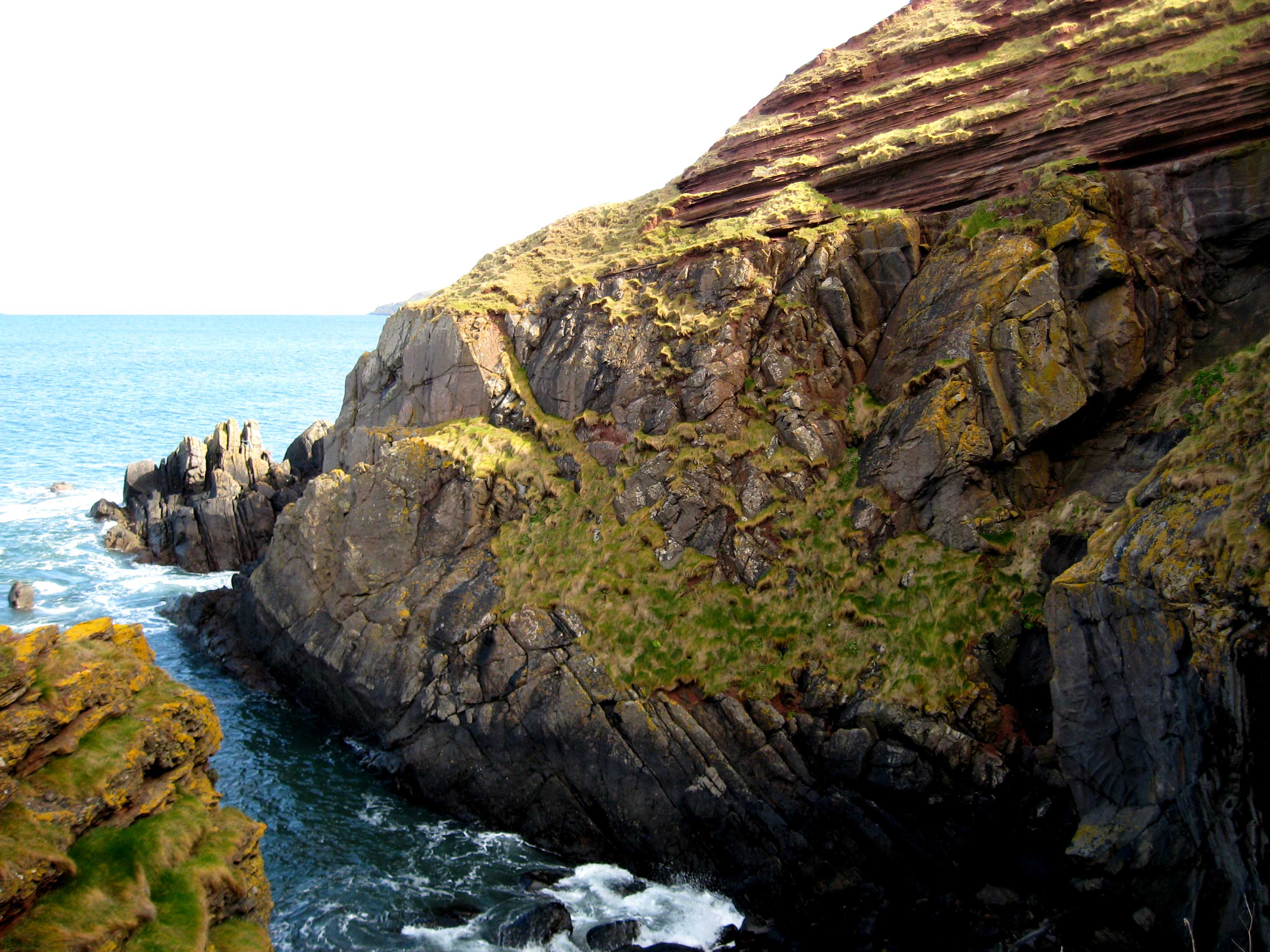
La discordancia angular de Hutton en Siccar Point donde la Old Red Sandstone devónica de 345 millones de años de antigüedad reposan sobre grauvaca del Silúrico, 425 millones de años.

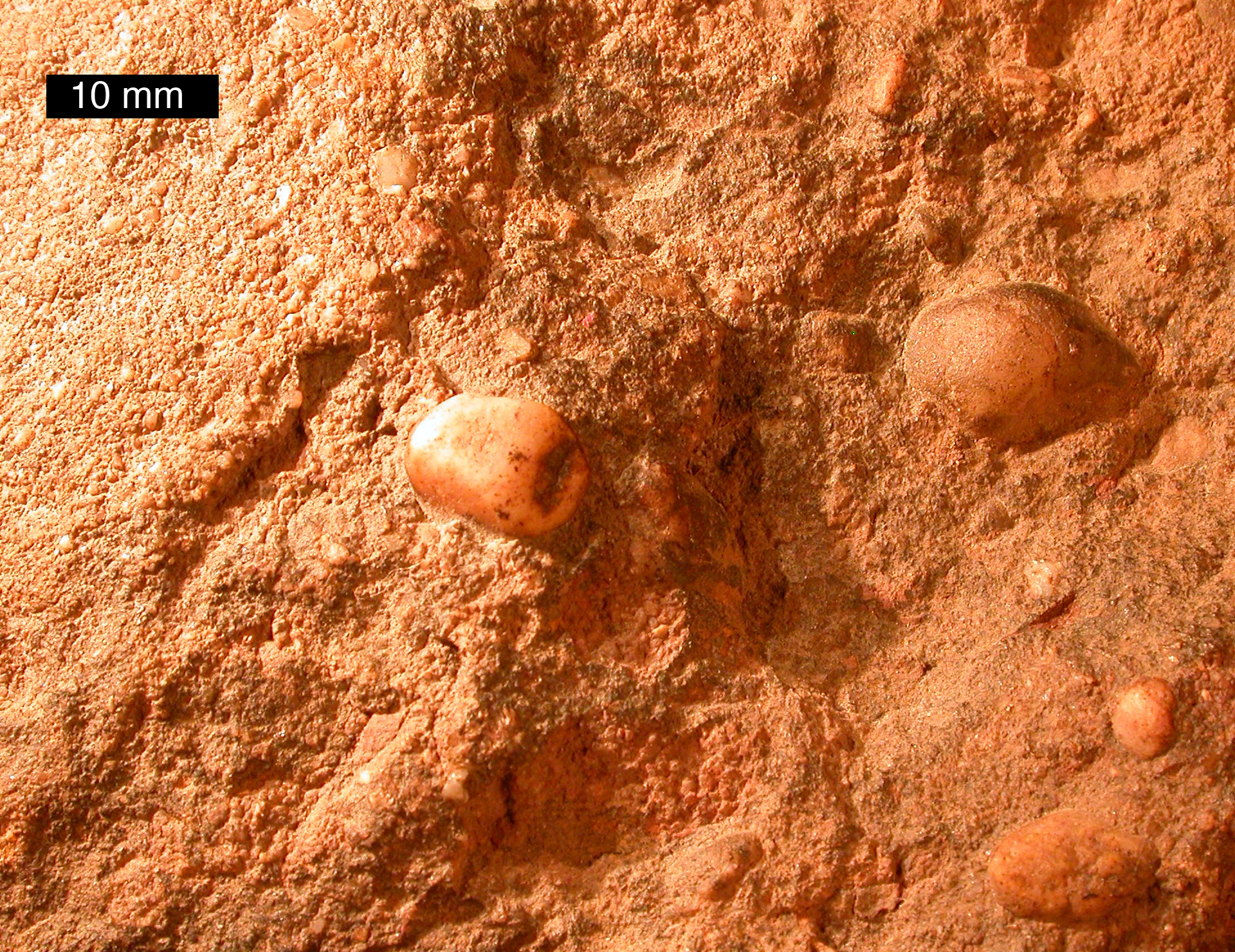
Plano de estratificación de la Old Red Sandstone con guijarros de cuarzo y chert en una muestra procedente del centro de Inglaterra (escala de 10 mm).

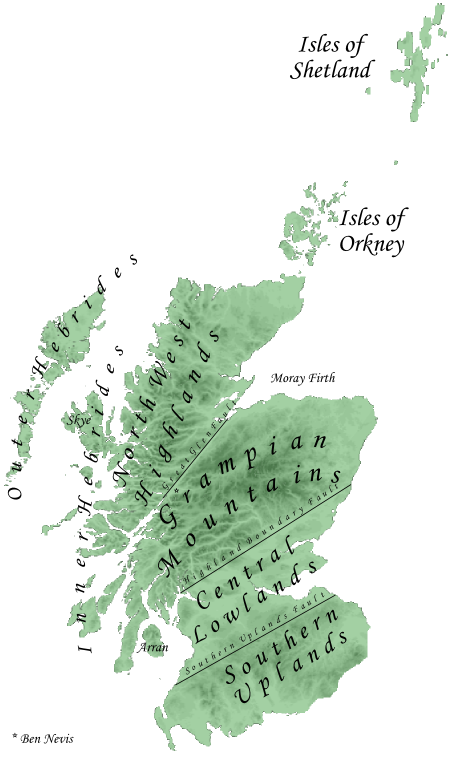
Principales zonas geográficas y límites de Escocia.

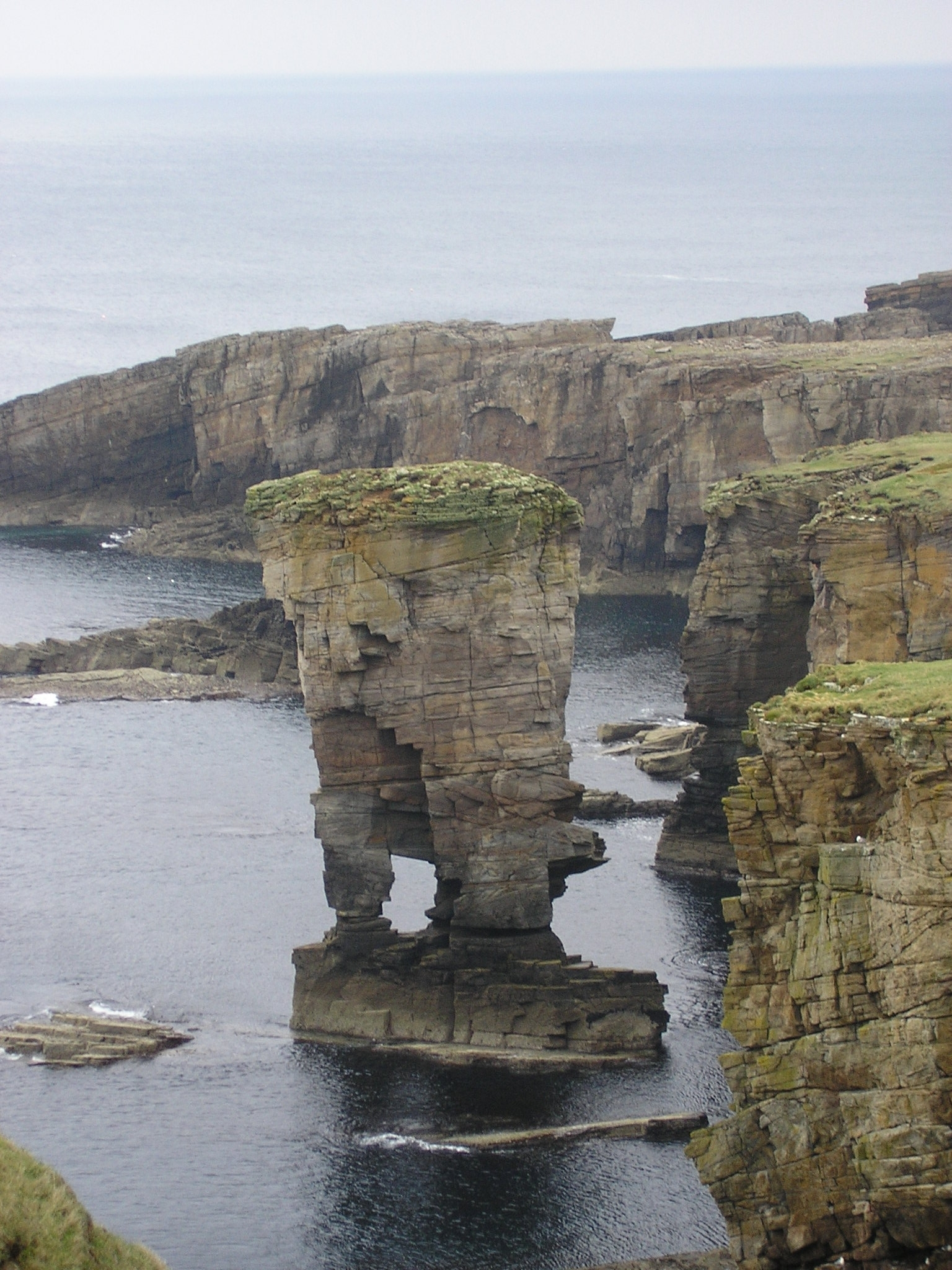
En la parte más baja de la Old Red Sandstone, en Yesnaby (Islas Orcadas), las areniscas forman acantilados por la erosión litoral.

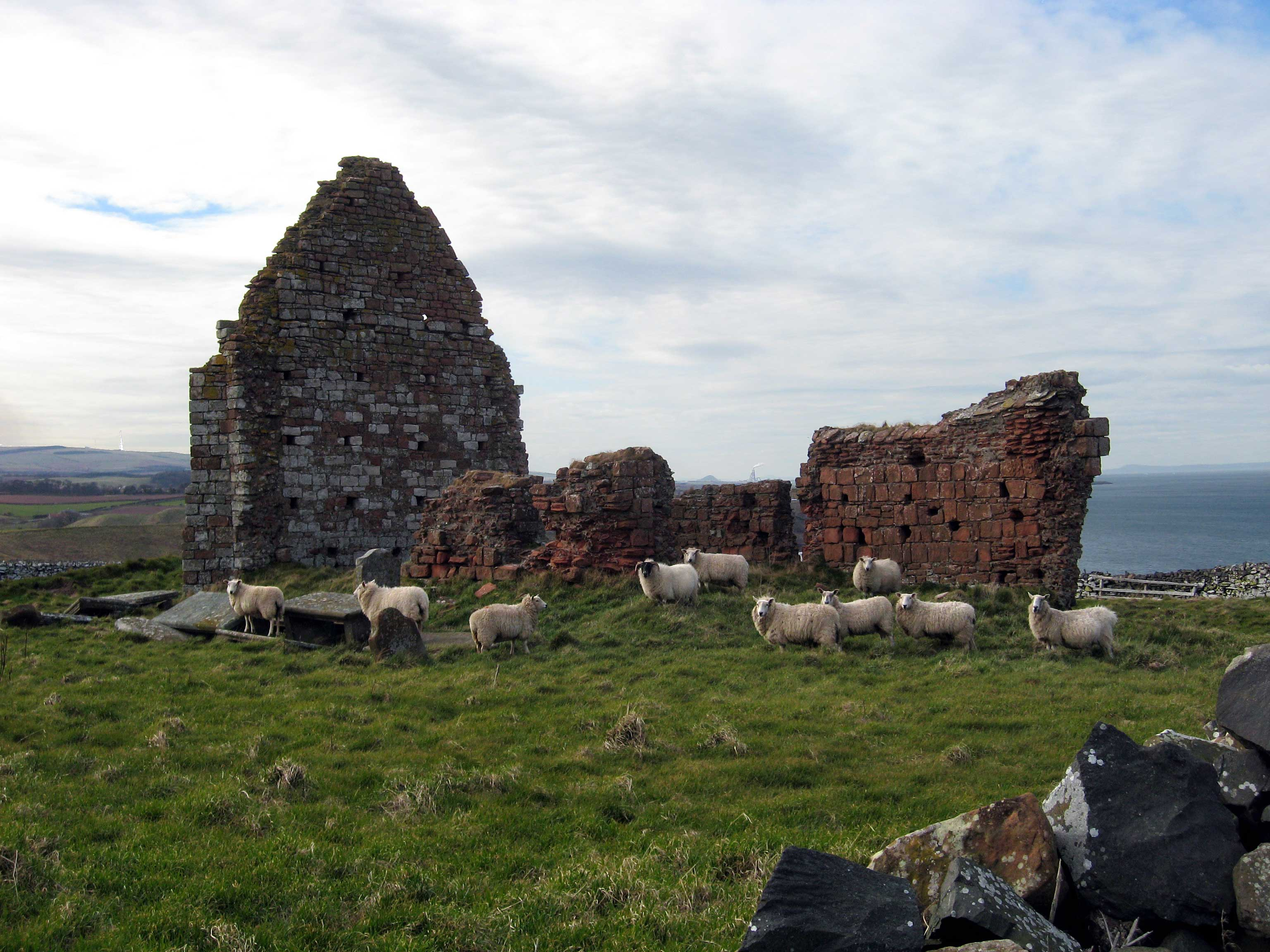
La capilla de Santa Elena en el cabo Siccar tiene muros recubiertos de arenisca roja antigua, con grauvaca en la cara interior y en las vallas en piedra seca de alrededor de ella.

Old Red Sandstone (en español, literalmente, arenisca roja antigua, también traducida como arenisca roja vieja) es una unidad litoestratigráfica (una secuencia de estratos de roca) británica la cual de acuerdo con los estratígrafos tiene estatus de supergrupo y la que es de una considerable importancia para los comienzos de la Paleontología. Para mayor comodidad se abrevia a menudo en la literatura sobre el tema como ORS, por sus siglas inglesas. El término fue acuñado para distinguir la secuencia de la más joven arenisca roja nueva, que también está muy extendida en toda Gran Bretaña.

## Sedimentología
La arenisca roja antigua, describe un conjunto de rocas sedimentarias depositadas en una variedad de ambientes durante el Devónico, pero que se remonta a finales del Silúrico y comienzos del Carbonífero. El conjunto de la roca está dominado por sedimentos en facies aluviales y conglomerados en su base, y progresa a una combinación de dunas, y sedimentos lacustres y fluviales.
El color rojo familiar de estas rocas se deriva de la presencia de óxido de hierro, pero no toda la piedra arenisca roja vieja es de color rojo o de piedra arenisca, la secuencia también incluye conglomerados, lutitas, limolitas finas y calizas y los colores pueden variar desde el gris y el verde al rojo o morado. Estos depósitos están estrechamente relacionados con la erosión de la Cordillera de Caledonia, que fue alzada por la colisión de los continentes antiguos de Avalonia, Báltica y Laurentia para formar el Continente Old Red Sandstone, un evento conocido como la Orogenia caledoniana.
Dentro de las rocas se encuentran muchos fósiles, como peces primitivos, artrópodos y plantas. Las rocas pueden aparecer paleontológicamente estériles para los geólogos aficionados pero un estudio cuidadoso, sobre todo si es por un cazador de fósiles avezado, puede descubrir depósitos de fósiles. Otras rocas de esta misma edad también se depositaron en el suroeste de Inglaterra ('Devónico' deriva de la región de Devon), aunque éstas son de origen marino y no se incluyen dentro de la piedra arenisca roja antigua.

## Estratigrafía
Dado que la arenisca roja antigua está compuesta, principalmente, por sedimentos de origen continental, por lo general no contiene fósiles marinos, que de existir podrían haber sido útiles en las correlaciones de una aparición de la roca con otra, tanto dentro de las distintas cuencas sedimentarias como entre ellas. En consecuencia, para cada piso se dieron nombres locales y que permanecen en uso, hasta cierto punto, hoy en día aunque hay un creciente uso de los nombres de piso internacionales. Así, en la cuenca anglo-galesa, hay frecuentes referencias, en  la literatura especializada, a los pisos Downtoniano, Dittoniano, Breconiano y Farloviano. La existencia de una serie de distintas cuencas sedimentarias a lo largo de Gran Bretaña ha sido establecida.

### Cuenca orcadiana
La cuenca orcadiana se extiende en una amplia zona del noreste de Escocia y los mares vecinos. Abarca el Moray Firth y las áreas adyacentes de tierra: Caithness, las Orcadas y partes de las Shetland. Al sur de Moray Firth, dos subcuencas distintas se reconocen en Turriff y en Rhynie. La secuencia tiene más de 4 km de espesor en algunas partes de las islas Shetland. La principal cuenca es considerada como una cuenca intramontañosa resultado de un rift cortical asociada con extensión post-Caledoniana, posiblemente acompañada de fallamiento de deslizamiento a lo largo del sistema Great Glen Fault.

### Midland Valley de Escocia
La fosa tectónica Midland Valley está definida por la falla de las Highlands en el norte y en el sur la falla de las Southern Uplands. No sólo alberga una cantidad considerable de rocas sedimentarias de arenisca roja antigua, sino también las rocas ígneas de esta edad asociadas con una amplia actividad volcánica. No hay un afloramiento continuo a lo largo de la falla de las Highland, desde Stonehaven en la costa del mar del Norte hasta Helensburgh y más allá de Arran. Una serie más de afloramientos desconectados se producen a lo largo de la línea de la falla de las Southern Uplands, de Edimburgo a Girvan. Piedra arenisca roja vieja a menudo se encuentra junto con formaciones de conglomerado, un ejemplo digno de mención de exposición es el acantilado en la Reserva Natural de Fowlsheugh, Kincardineshire.

### Scottish Borders
En los Scottish Borders una serie de afloramientos se producen a partir de East Lothian hacia el sur, a través de Berwickshire. La famosa discordancia de Hutton en el cabo Siccar se encuentra dentro de esta cuenca.

### Cuenca anglo-galesa
La cuenca anglo-galesa es relativamente grande y se extiende en gran parte del sur de Gales: sur de Pembrokeshire, oeste de Carmarthenshire, Powys y Monmouthshire y el sur de las Marcas Galesas; también, notablemenente,  en Herefordshire, Worcestershire y Gloucestershire de Inglaterra y en la parte baja de Somerset y el norte de Devon completan el alcance de esta cuenca.
Con la excepción del sur de Pembrokeshire, todas las partes de la cuenca están representadas por una amplia gama de litologías asignadas al Devónico Inferior y el Devónico superior, el contacto entre las dos es discordante y hay una completa omisión en la secuencia de cualquier resto del Devónico Medio. Las formaciones inferiores son de edad del Silúrico superior, que es la formación de arenisca Downton Castle (Downton Castle Sandstone Formation) y la suprayacente formación de lutita Raglan (Raglan Mudstone Formation), excepto en Pembrokeshire, donde se reconoce una serie más compleja de formaciones. En el este de la cuenca, la parte superior de la Raglan Mudstone está marcada por un bien desarrollado caliche, caliza de Bishop's Frome (Bishop's Frome Limestone). La formación más baja del Devónico es la formación San Maughans (St Maughans Formation), a su vez superpuesta por la formación Brownstones (Brownstones Formation) aunque con una intervención de la formación Senni (Senni Formation) en gran parte de la zona. La secuencia superior del Devónico es bastante delgada y comprende una serie de formaciones que están más restringidas lateralmente. En los Brecon Beacons, la formación de los lechos meseta (Plateau Beds Formation) está cubierta en discordancia por la formación de grits grises (Grey Grits Formation), aunque más al este de estas divisiones se sustituyen por el Grupo de conglomerados de cuarzos (Quartz Conglomerate Group), que está, a su vez, subdividido en una variedad de formaciones diferentes.

### Anglesey
Cuenca Anglesy es una pequeña cuenca en la que se registran, por separado, tanto depósitos aluviales como lacustres. También se registran caliches en suelos ricos en carbonatos desarrollados entre los períodos de deposición de sedimentos. El afloramiento de día de hoy ocupa una estrecha zona de la bahía de Dulas en el noreste de la costa de Anglesey y hacia el sur hasta la ciudad de Llangefni.

## Historia del estudio
En 1787 James Hutton observó lo que ahora se conoce como discondancia de Hutton en Inchbonny, Jedburgh, y en la primavera de 1788 partió con John Playfair a la costa de Berwickshire y encontró más ejemplos de esta secuencia en los valles de los burns Tower y Pease cerca Cockburnspath. A continuación, partió en un viaje en barco desde el este de Dunglass Burn a lo largo de la costa con el geólogo Sir James Hall de Dunglass y en el cabo Siccar encontró lo que Hutton llamó "una hermosa imagen de este cruce se lava desnuda junto al mar", donde la piedra arenisca roja del Devónico Inferior de 345 millones de años se superpone a la grauvaca silúrica de 425 millones años de edad.
En el comienzo del siglo XIX, la paleontología de la formación fue estudiada intensamente por Hugh Miller, Henry Thomas De la Beche, Roderick Murchison y Adam Sedgwick, la interpretación de Sedgwick fue la que la colocó en el Devónico, de hecho, fue él quien acuñó el nombre de ese período. El término ‘Old Red Sandstone’ fue utilizado originalmente en 1821 por el escocés naturalista y mineralogista Robert Jameson para referirse a las rocas rojas que subyacían a  la ‘montaña de piedra caliza’ ('Mountain Limestone'), por ejemplo la piedra caliza carbonífera (‘Carboniferous Limestone’). Pensaron en ese momento que era la versión británica de la Rotliegendes de Alemania, la cual es, realmente, del Pérmico. Muchos de los primeros debates científicos estratigráficos versaron sobre la arenisca roja antigua.
Se debe tener en cuenta que las antiguas obras geológicas, anteriores a las teorías de la tectónica de placas, la formación Catskill Delta de los Estados Unidos, era referida, a veces, como parte de la Old Red Sandstone. A día de hoy, sin embargo, se reconoce que las dos formaciones no son estratigráficamente continuas, pero son muy similares debido a que se formaron en, aproximadamente, la misma época por los mismos procesos.

## Uso como piedra de construcción
La arenisca roja vieja ha sido ampliamente utilizada como piedra de construcción en aquellas regiones donde hay afloramientos. Ejemplos notables de su uso se pueden encontrar en los alrededores de Stirling, Stonehaven, Perth, y Tayside. Los habitantes de Caithness  en el extremo nororiental de Escocia también utilizan la arenisca en gran medida. La piedra arenisca roja vieja también ha sido utilizada frecuentemente en edificios en Herefordshire, Monmouthshire y la antigua Brecknockshire (ahora Powys sur, del sur de Gales).

### Edificios notables
Canadá

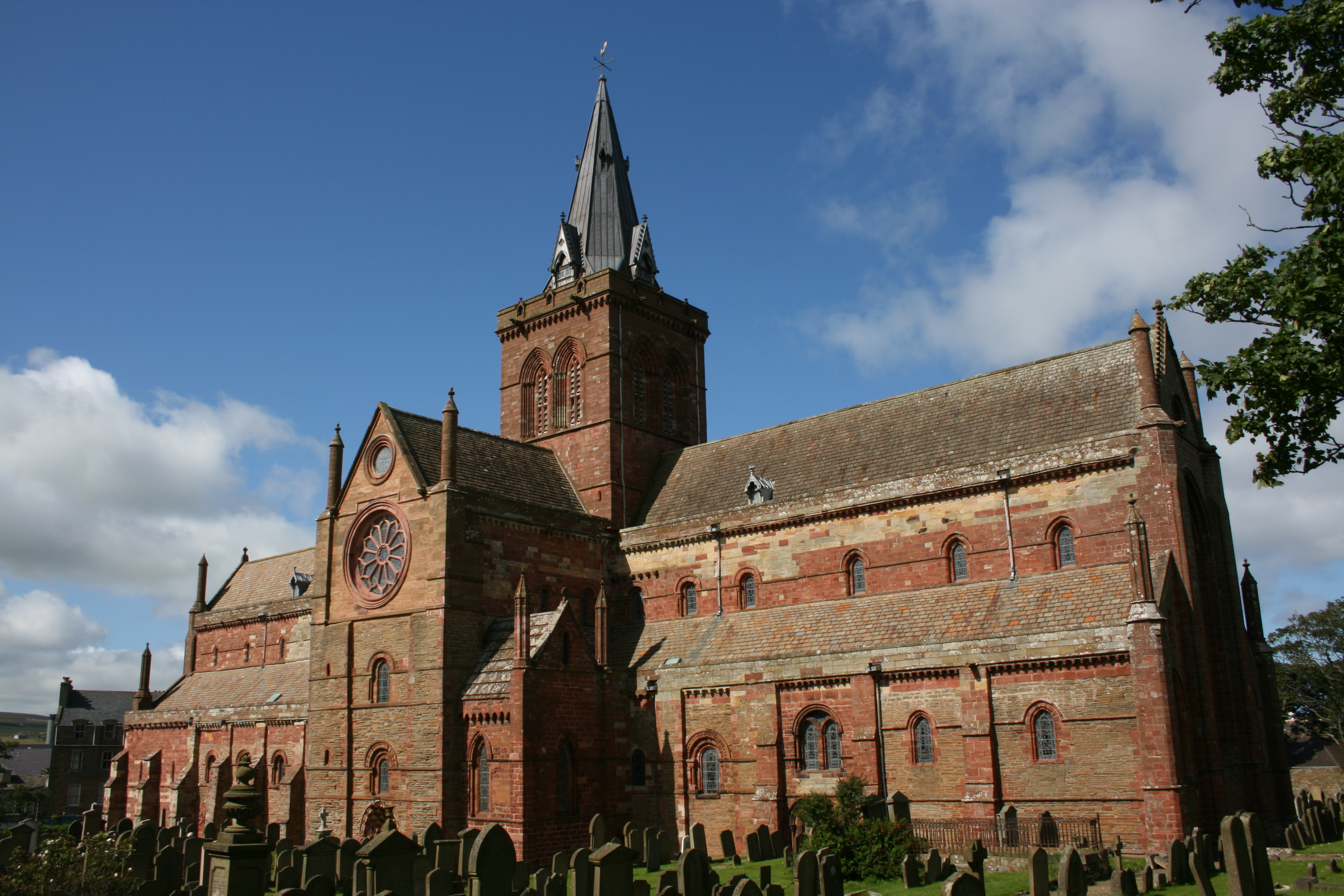
Catedral de Kirkwall, Kirkwall, Islas Orcadas, construida de arenisca de una cantera local.

- Edificio New York Life Insurance, Montreal

Inglaterra
- Castillo Goodrich, Herefordshire[13]
- Mercado Ross-on-Wye, Herefordshire[14]
- Castillo Shrewsbury, Shropshire[15]

Escocia
- Abadía Arbroath, Angus
- Castillo Muchalls, Aberdeenshire[16]
- St Magnus Cathedral, Orkney[17]
- Stonehaven Tolbooth, Aberdeenshire[18]

Gales
- Castillo Raglan, Monmouthshire[13]
- Abadía Tintern, Monmouthshire[19][20][13]
- Catedral Brecon, Powys